# 魯林多縣
1°44′S 30°00′E / 1.733°S 30.000°E
魯林多縣（Rulindo District），是盧旺達的縣份，位於該國北部，由北部省負責管轄，首府設於布紹基，面積567平方公里，2012年人口287,681，人口密度每平方公里510人。